# Enicospilus hecastus
Enicospilus hecastus är en stekelart som beskrevs av Ian D. Gauld och Mitchell 1978. Enicospilus hecastus ingår i släktet Enicospilus och familjen brokparasitsteklar. Inga underarter finns listade i Catalogue of Life.